# Vale, Cluj
Vale (în maghiară Tótfalu sau Bánffytótfalu, în germană Grabendorf, Slavenhausen) este un sat în comuna Aluniș din județul Cluj, Transilvania, România.

## Date geografice
Satul este localizat la 14 km de comuna Iclod, pe direcția Cluj-Napoca - Apahida - Răscruci - Iclod - Aluniș - Vale.

## Toponimie
Numele maghiar al localității amintește de populația slavă de odinioară.

## Lăcașuri de cult
În sat există o singură biserică, ortodoxă, inițial greco-catolică, construită din lemn în perioada 1904-1906. A fost sfințită în 17 iunie 1906 de Episcopul Ioan Sabo. A fost renovată în 1931, repictată în 1951 de Iuhas Ernest, renovată iarăși în anii 1977-1978,  resfințită în 4 iunie 1978 de Arhiepiscopul Teofil Herineanu. Predecesoarea ei a fost tot o ctitorie de lemn, construită în 1750, care avea hramul „Sfinții Arhangheli Mihail și Gavriil”, de la care se mai păstrează prestolul mesei Sfântului Altar.

## Vezi și

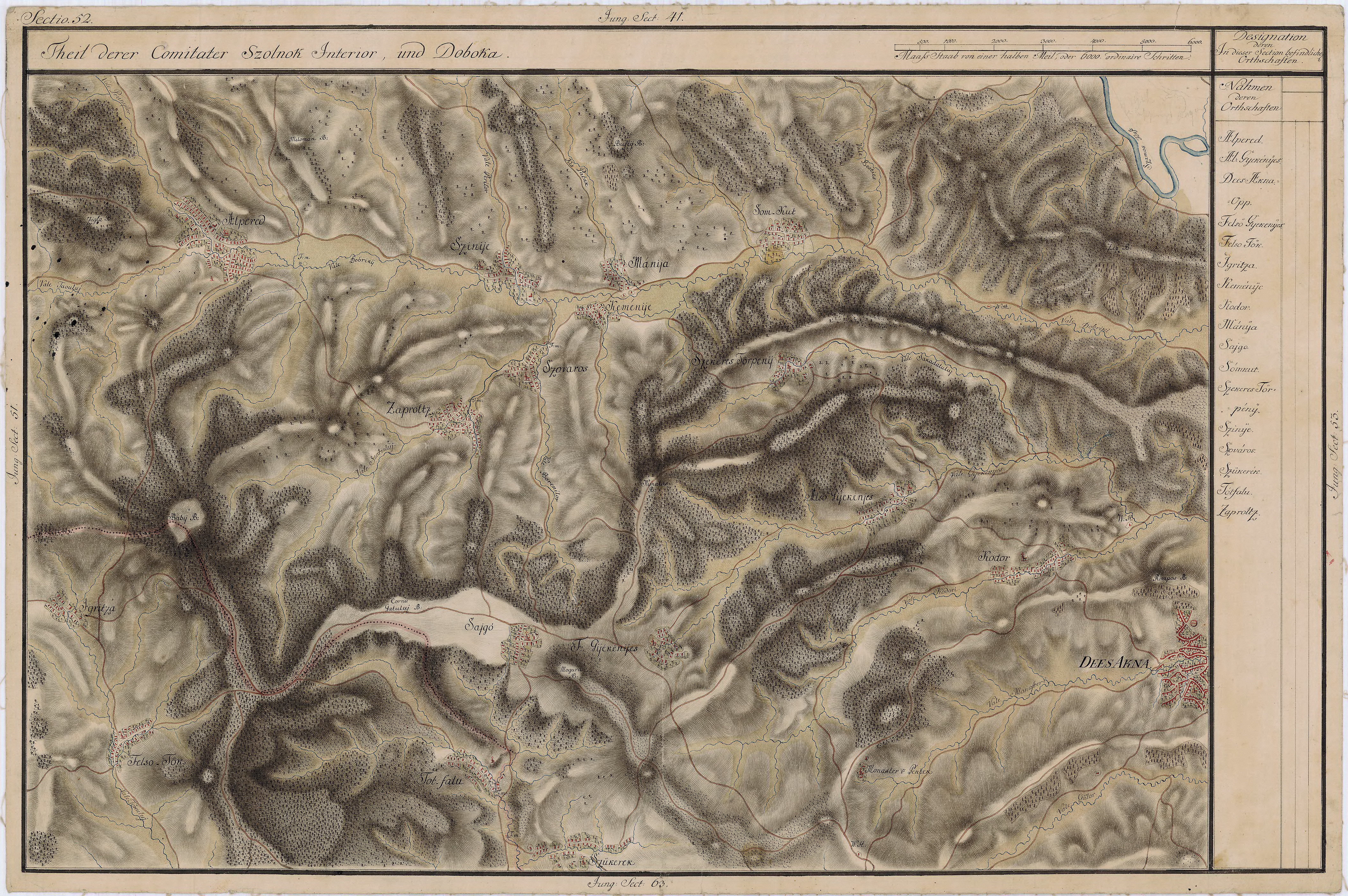
Vale pe Harta Iosefină a Transilvaniei, 1769-1773

- Biserica de lemn din Vale

## Galerie de imagini

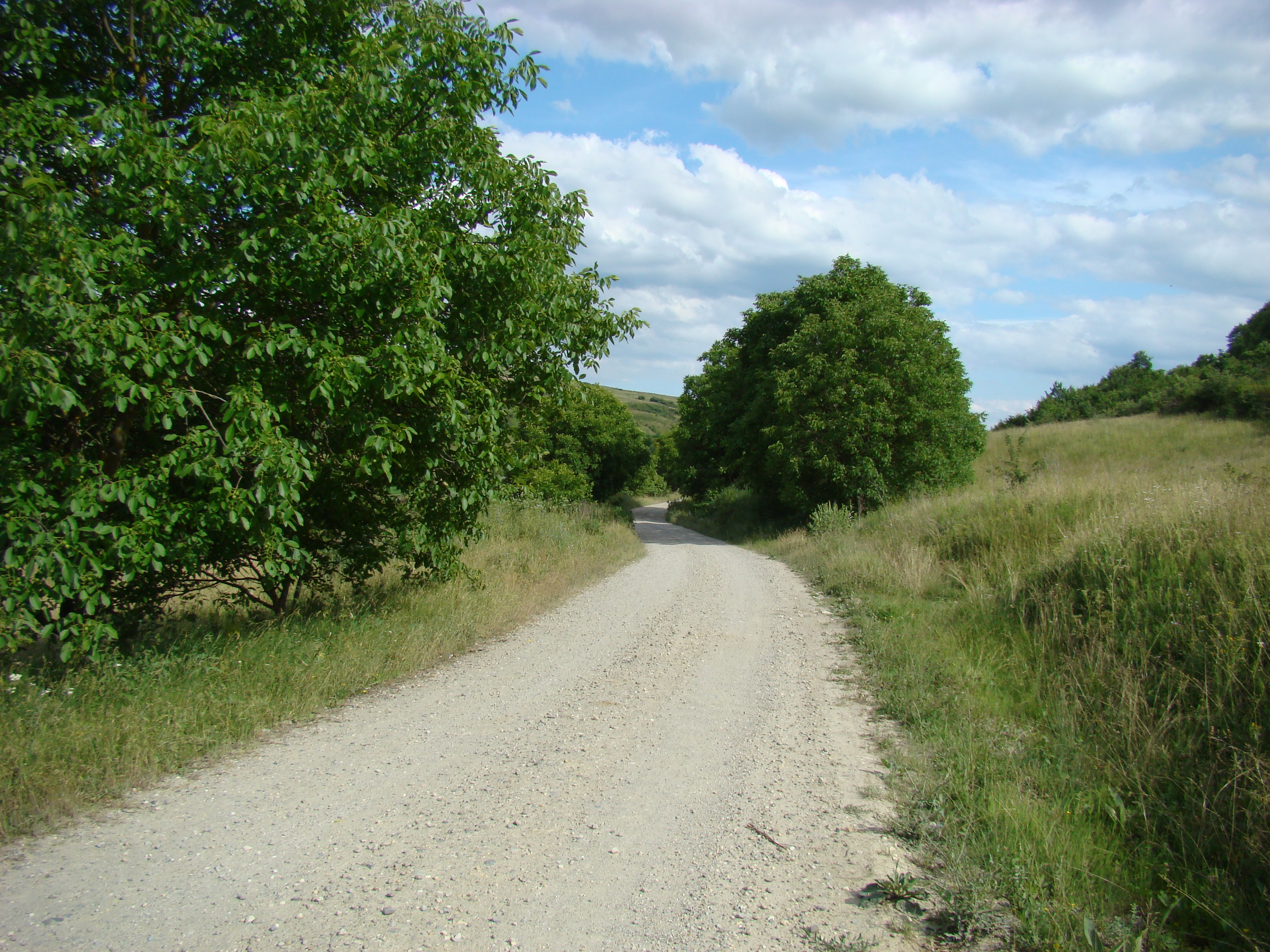
Drumul Aluniș-Vale
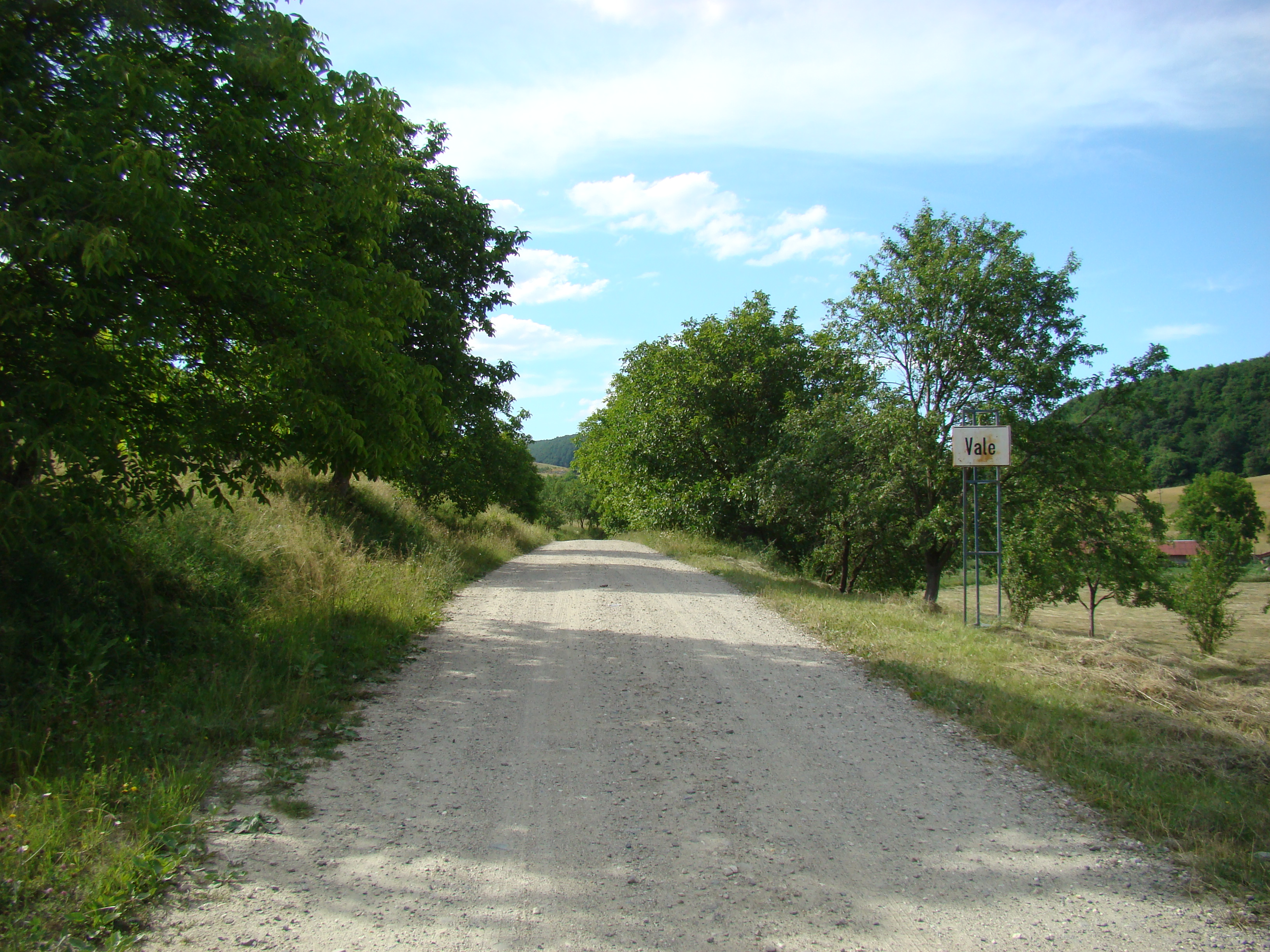
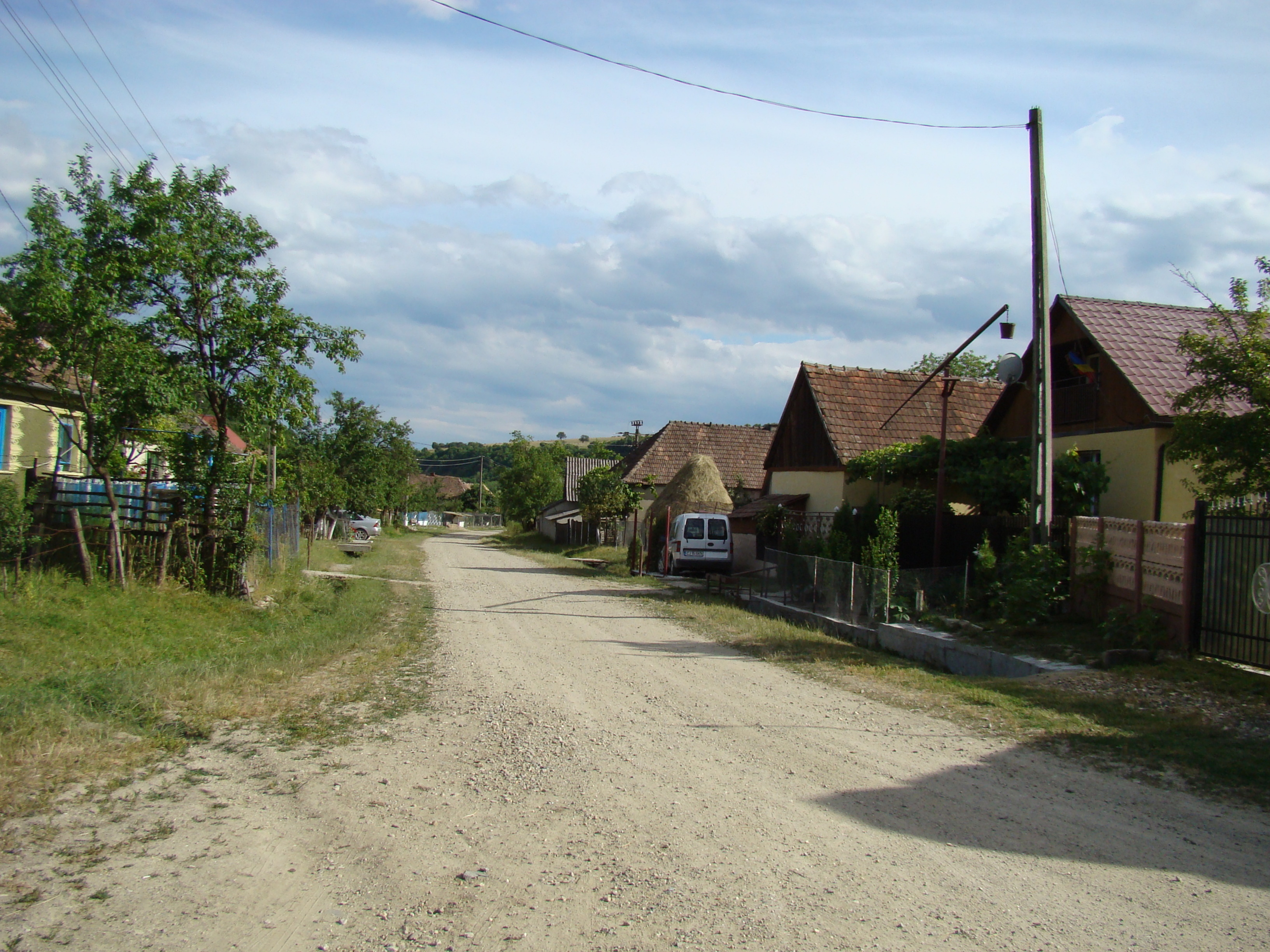
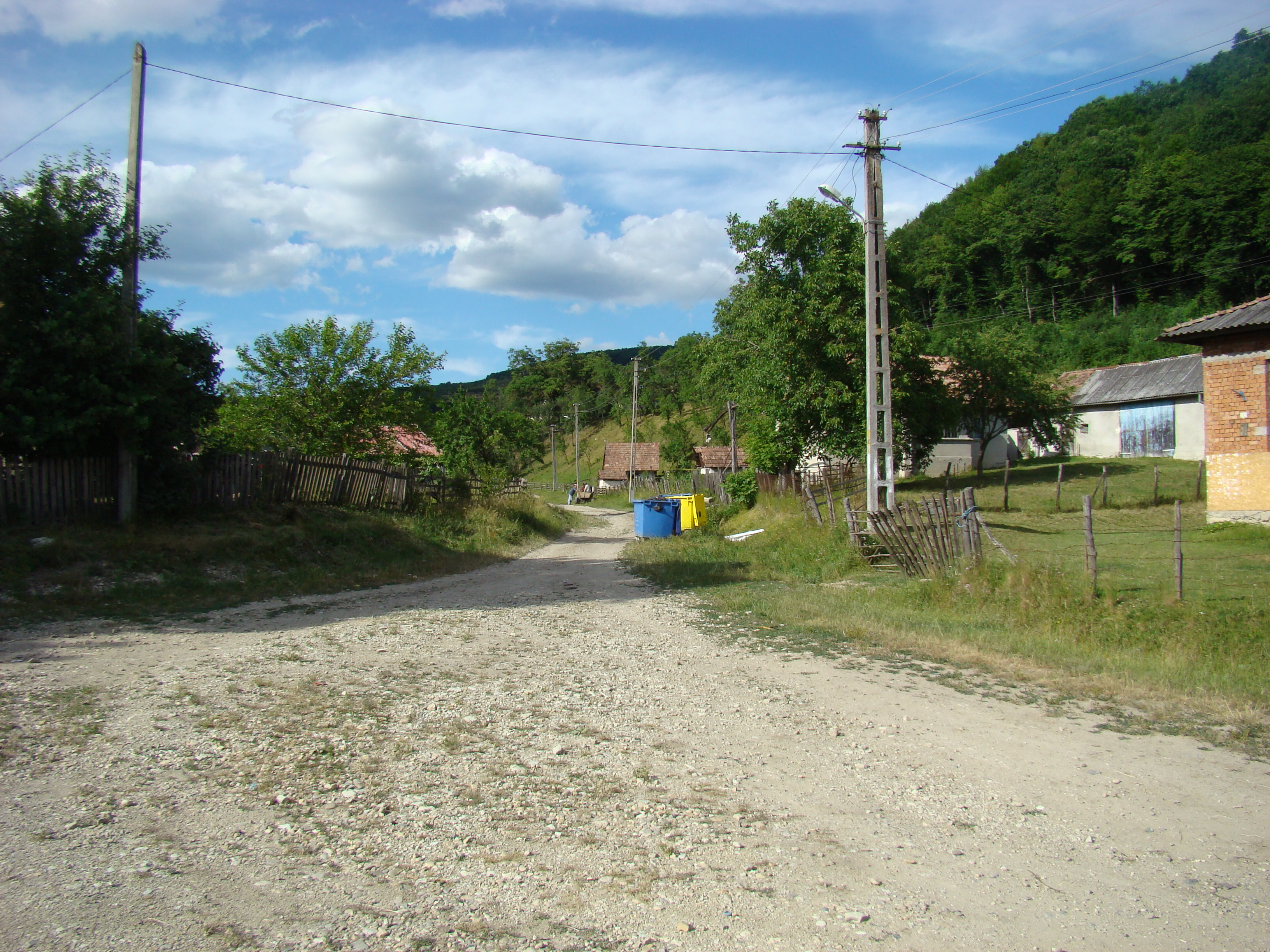
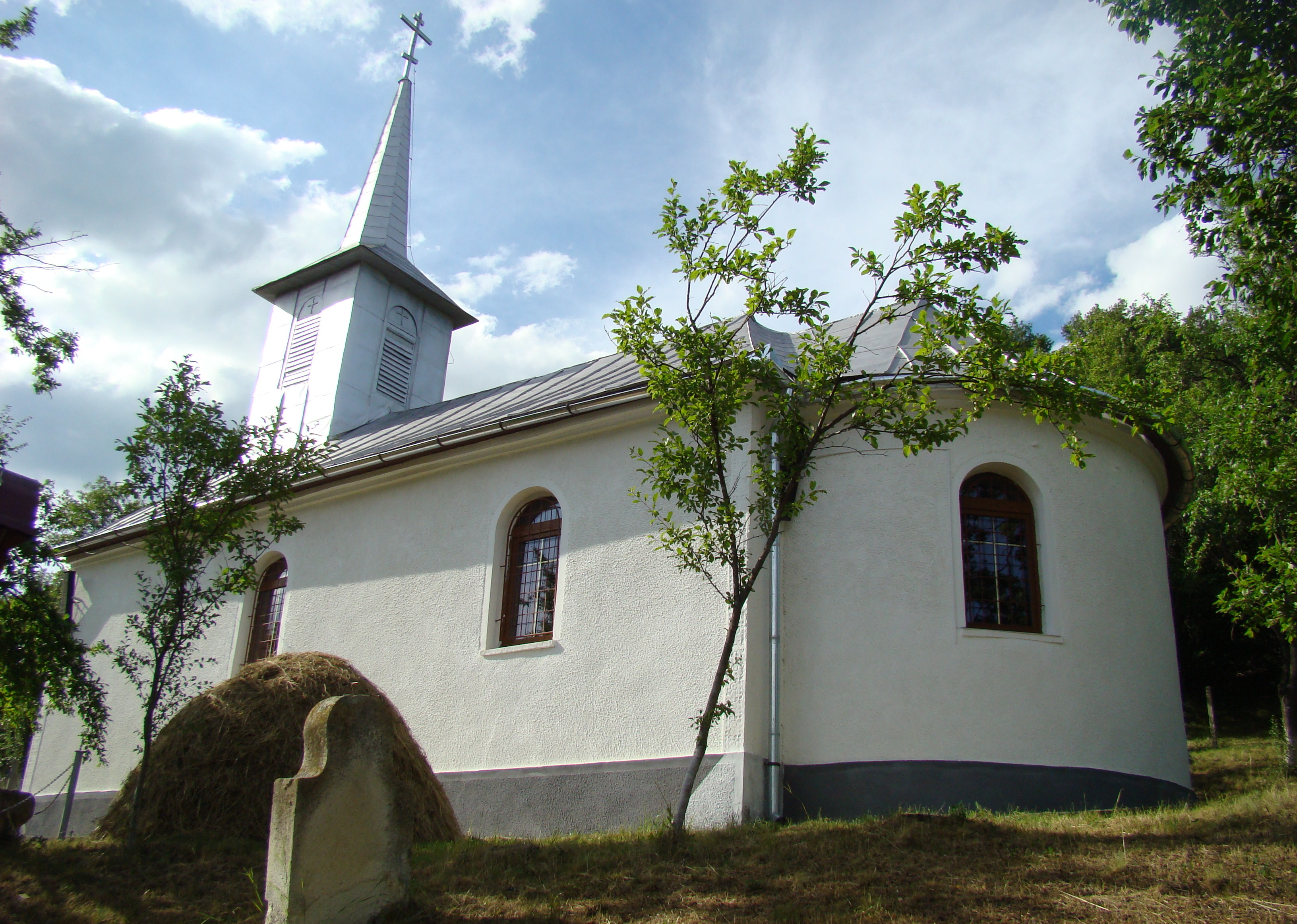
Biserica de lemn „Sfântul Ierarh Nicolae” (1904)
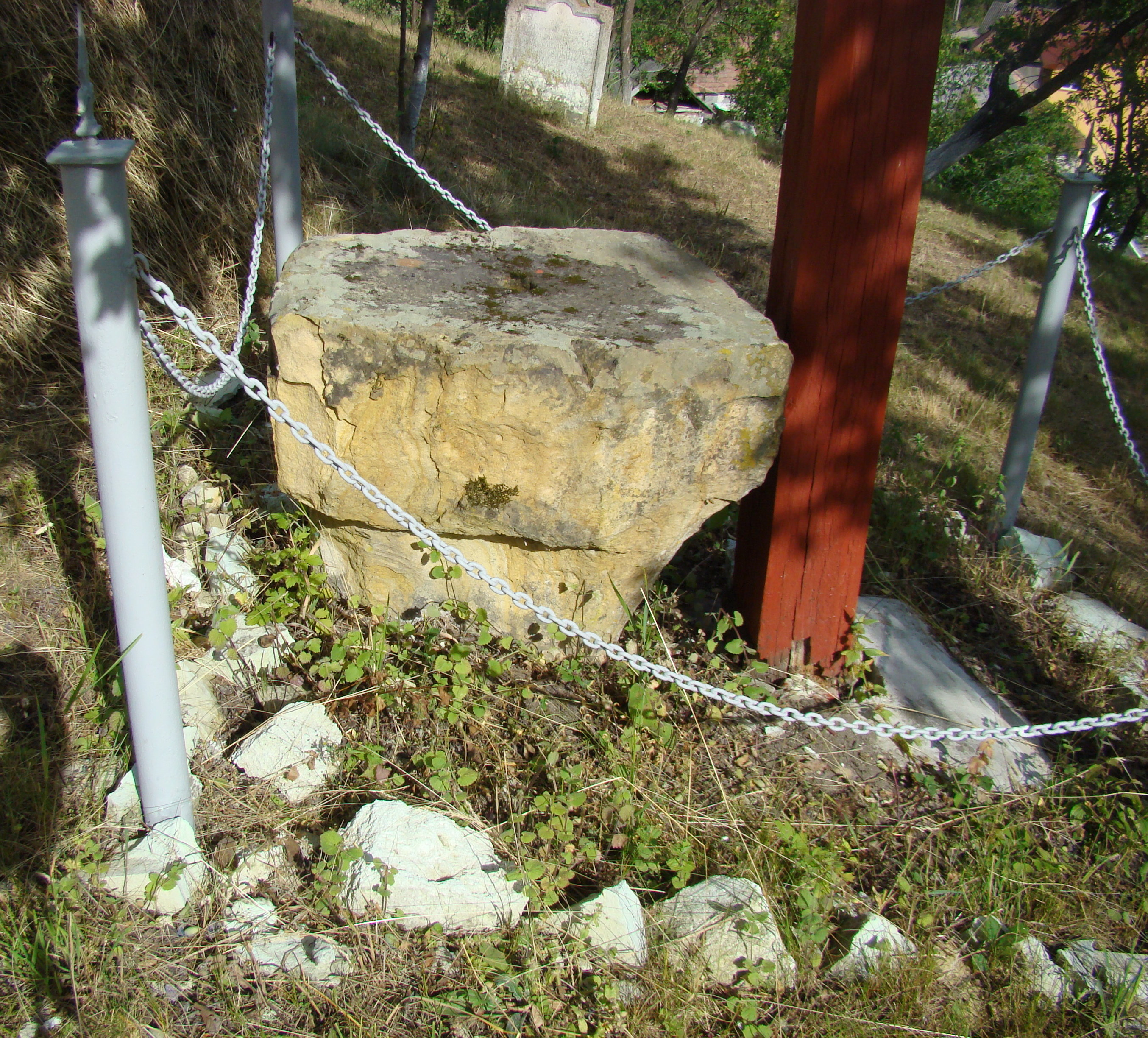
Prestolul bisericii de lemn anterioare (1750)
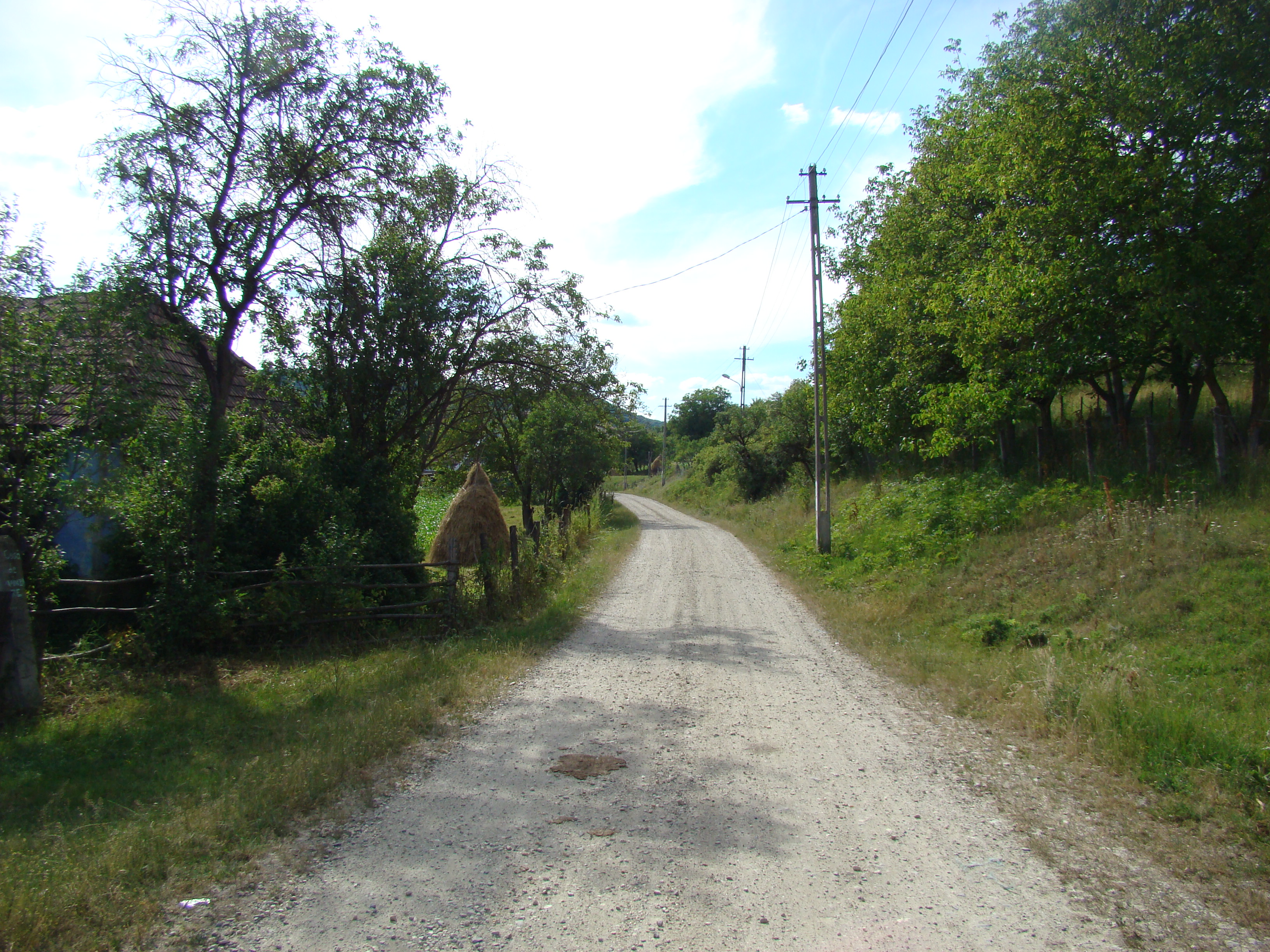
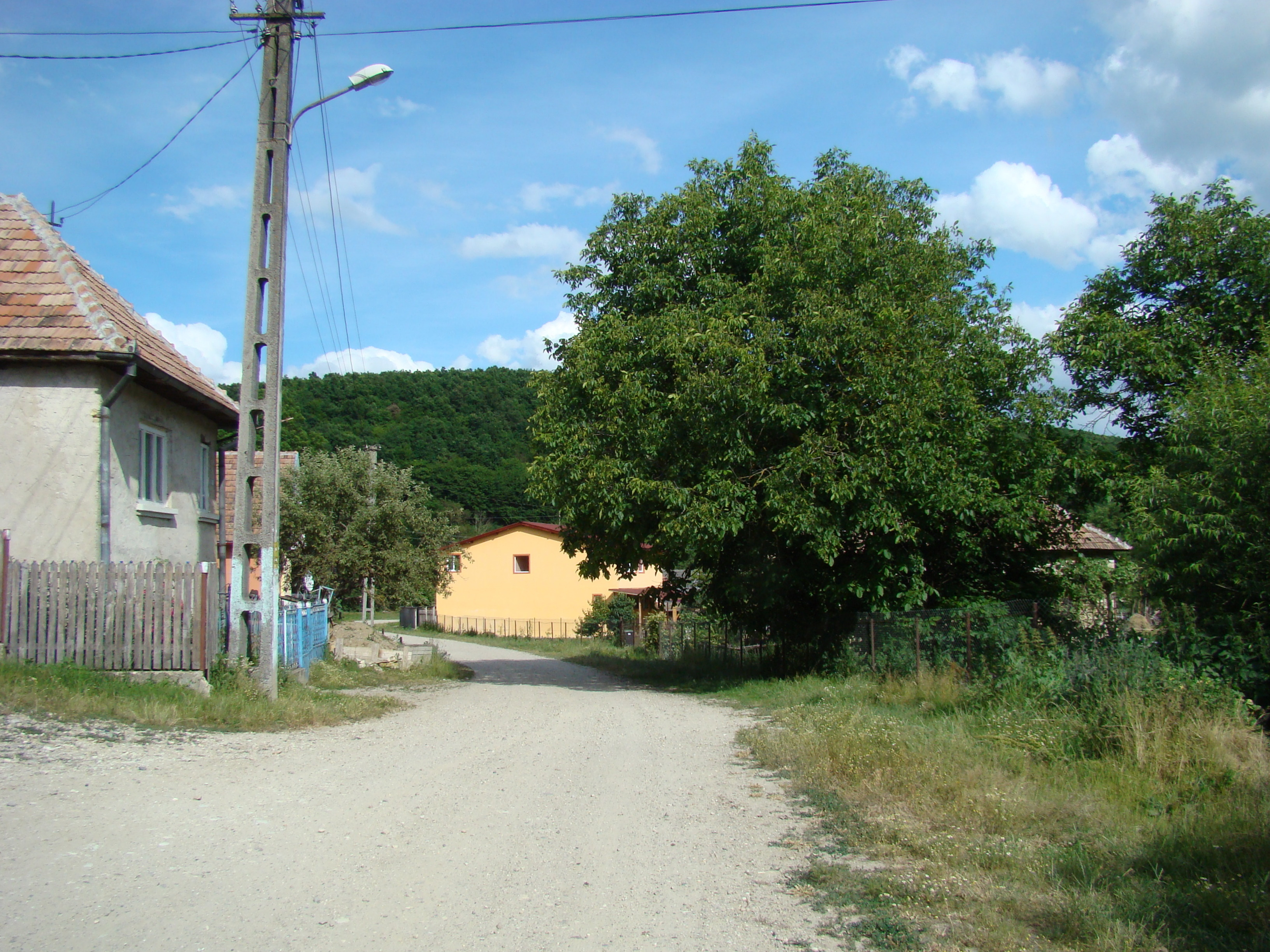